# Mirinda
Mirinda er et mærke af flere typer sodavand, der kan indeholde appelsin og citrusfrugter. Mærket bliver produceret af PepsiCo som en konkurrent til Coca-Colas sodavand Fanta.
Drikken blev oprindeligt produceret i Spanien fra 1959, hvor den blev distribueret globalt. I 1970 overtog amerikanske PepsiCo ejerskabet af navn og produkt.
Den blev lanceret i Danmark i 2004 og findes med smagen af appelsin og lemon. Den samlede portefølje i verden er over 44 smagsvarianter.